# Mary Campbell Dawbarn
Mary Campbell Dawbarn (Ballarat, Australia; 5 de enero de 1902 - Adelaida, Australia; 24 de mayo de 1982) fue una bioquímica y fisióloga nutricional australiana. Es conocida principalmente por sus investigaciones sobre las vitaminas del complejo B. Algunos de sus trabajos más reconocidos son un ensayo sobre la vitamina B12 y el perfeccionamiento de los métodos para estimar la vitamina B1 en el pan.

## Primeros años y  educación
Hija de Gilbert Joseph Dawbarn y Mary Isabella Macdonald, nació en Ballarat y se trasladó a Australia del Sur en 1907. Dawbarn ganó una beca para el Methodist Ladies College, Adelaide. Obtuvo una licenciatura y una maestría de la Universidad de Adelaida en 1923 y 1928 respectivamente. Obtuvo su doctorado en ciencias en la misma universidad en 1958.

## Carrera
Comenzó a trabajar en 1924 como demostradora, dentro del departamento de fisiología y bioquímica en la Universidad de Adelaida, para el profesor Thorburn Brailsford Robertson. En 1927, se convirtió en química de investigación para la Fundación de Investigación de Productos Animales de la Universidad de Adelaida, trabajando para Hedley Marston, con quien realizó una investigación sobre el contenido en iodo de las glándulas tiroides de las ovejas. Con Hadley publicó alguna de sus investigaciones como: Food Composition Tables. Australia. Council for Scientific and Industrial Research. Bulletin. no. 178. Melbourne, 1944.
Durante su licencia de estudios de 1933 a 1934, trabajó en el Instituto Lister de Medicina Preventiva en Londres y en la Universidad de Estrasburgo en Francia. Durante la Segunda Guerra Mundial, realizó investigaciones para las fuerzas armadas australianas sobre las necesidades nutricionales, en concreto en tratar de solucionar el problema de suministrar vitamina C a los soldados desplegados en zonas sin acceso a frutas o verduras ricas en esta vitamina.
En 1954, fue nombrada oficial principal de investigación de la División de Bioquímica y Nutrición General de la Organización de Investigación Científica e Industrial de la Commonwealth. Se retiró en 1963.

## Vida posterior
Durante su jubilación, y dada su gran afición por la ornitología, viajó durante varios años y más tarde sirvió como tesorera de la Asociación Ornitológica de Australia Meridional. Estaba muy interesada en la fotografía y ella misma era una fotógrafa experta. Produjo ampliaciones en blanco y negro por sí misma. También fue miembro del Liceo y Club Soroptimista de Adelaida. Dawbarn murió en Adelaida a la edad de 80 años. Después de su muerte, su cuerpo fue incinerado.

## Publicaciones
Dawbarn, Mary Campbell (1958). Vitamina B12 y ácido fólico en la oveja, y otros trabajos (Sc. D.). Universidad de Adelaida.